# Sempre lontano
| Recensione | Giudizio |
| ---------- | -------- |
| AllMusic   |          |

Sempre lontano è l'album di debutto della cantautrice soul italiana Nina Zilli, pubblicato il 19 febbraio 2010 dall'etichetta discografica Universal.
Il disco contiene i singoli pubblicati prima dell'uscita dello stesso (50mila, cantata con Giuliano Palma, L'inferno e L'amore verrà) e il pezzo presentato dalla cantante al Festival di Sanremo 2010 nella sezione "Nuova Generazione", L'uomo che amava le donne (brano contenente nel testo anche il titolo dell'album), vincitore del Premio della Critica "Mia Martini", del premio Sala Stampa Radio Tv e del Premio Assomusica 2010 conferito dall'associazione degli organizzatori e dei produttori alla migliore esibizione live. L'album supera le 60 000 copie vendute divenendo così disco di platino.

## Tracce
Testi e musiche di Nina Zilli; edizioni musicali Universal.
1. 50mila (feat. Giuliano Palma) – 2:55
2. Il paradiso – 3:00
3. L'uomo che amava le donne – 2:41 (testo: Nina Zilli, Pippo"Kaballà" Rinaldi – musica: Nina Zilli; edizioni musicali Universal, EMI)
4. L'inferno – 3:09
5. Penelope (feat. Smoke) – 3:29
6. L'amore verrà (You Can't Hurry Love) – 3:16 (Brian Holland, Eddie Holland, Lamont Dozier, Testo italiano: Giuseppe Cassia)
7. Bacio d'a(d)dio – 2:54
8. C'era una volta – 3:23
9. Come il sole – 3:37
10. Tutto bene – 2:47
11. No Pressure – 3:39 (testo: Provasi – musica: Nina Zilli, Alberto Provasi)
12. Bellissimo – 3:14

Durata totale: 38:04
iTunes Bonus Track
1. 50.000 (versione Mine vaganti) – 3:00

## Formazione
- Nina Zilli - voce
- Gianluca Pelosi - basso
- Angelo Cattoni - tastiera
- Alessandro Soresini - batteria
- Massimo Martellotta - chitarra
- Riccardo Gibertini - tromba
- Piergiorgio Muccio - trombone
- Alberto Bolettieri - trombone
- Paolo Favini - sassofono baritono
- Marco Zaghi - sassofono tenore

## Sempre lontano tour
Il Sempre lontano tour è il primo tour di Nina Zilli, svoltosi tra il 2009 e il 2010.

## Scaletta tour
1. Il paradiso
2. Come il sole
3. Penelope
4. Ain't That Loving You (cover)
5. L'inferno
6. L'uomo che amava le donne
7. Soul Girl (cover)
8. Impazzivo per te
9. Tutto bene
10. 50mila
11. Sweet Sensation (cover)
12. Bacio d'a(d)dio
13. L'uomo d'oro
14. No Pressure
15. Bellissimo
16. I'd Rather Go Blind (cover)
17. L'amore verrà (cover)
18. C'era una volta
19. Twistin' the Night Away (cover)
20. Secret Agent Man (cover)
21. My girl (cover)

## Classifiche
| Classifica (2010) | Posizione massima |
| ----------------- | ----------------- |
| Italia            | 5                 |